# Danh sách vườn quốc gia tại Philippines
Vườn quốc gia tại Philippines (Philippines: Pambansang Liwasan ng Pilipinas) là các vườn quốc gia có các giá trị tự nhiên, lịch sử được bảo vệ và sử dụng bền vững do Bộ Môi trường và Tài nguyên và hệ thống pháp luật quốc gia về vườn quốc gia (năm 1992)  Tính đến hết năm 2012, có 240 khu bảo tồn ở Philippines, trong đó 34 địa điểm được phân loại là vườn quốc gia.
Dưới đây là danh sách 34 vườn quốc gia tại Philippines.

## Danh sách

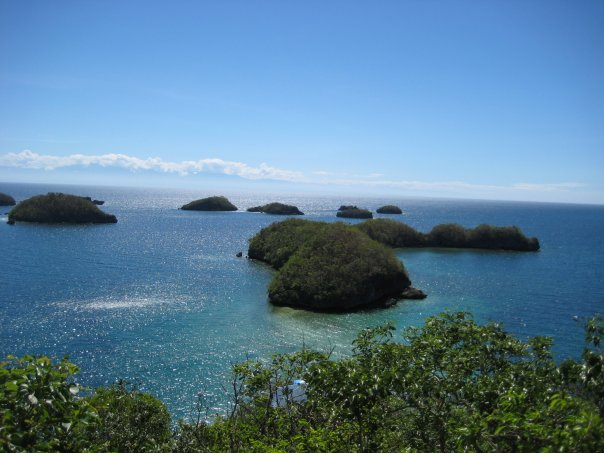
Vườn quốc gia quần đảo Hundred

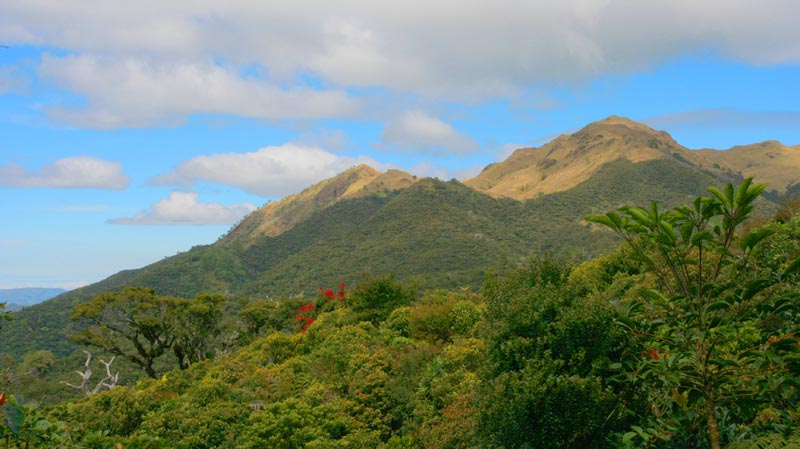
Vườn quốc gia núi Pulag

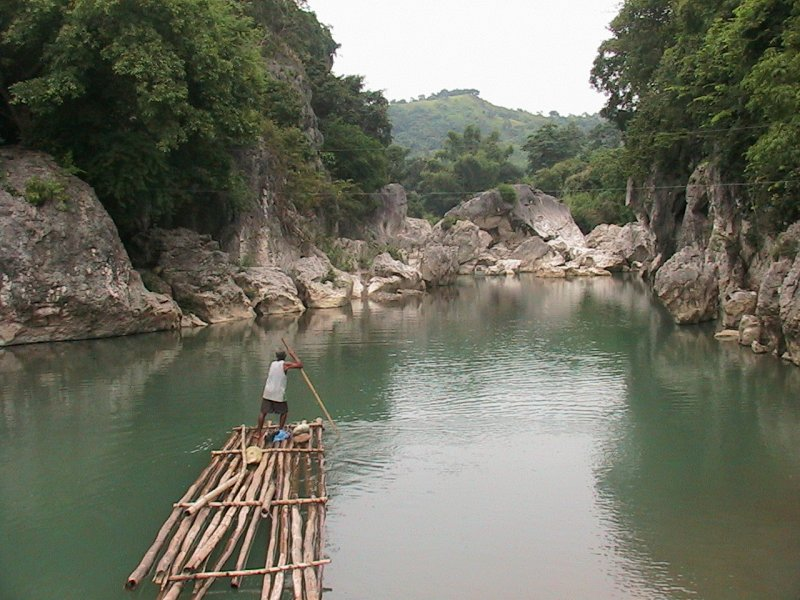
Vườn quốc gia Biak-na-Bato

Vườn quốc gia Caramoan

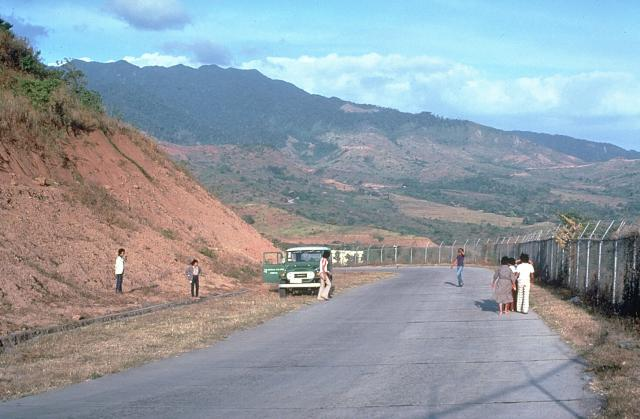
Núi Natib trong Vườn quốc gia Bataan

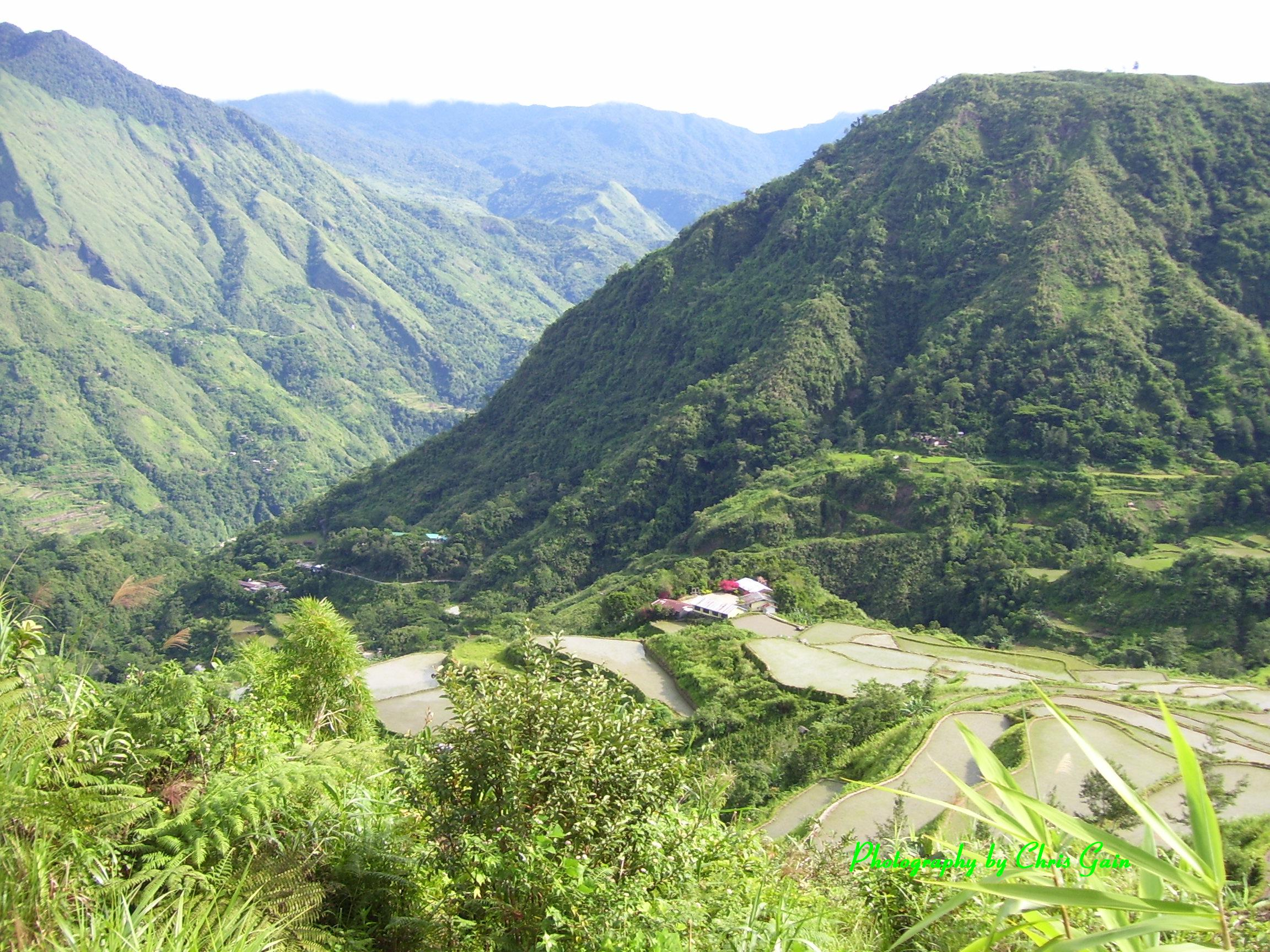
Vườn quốc gia Balbalasang-Balbalan

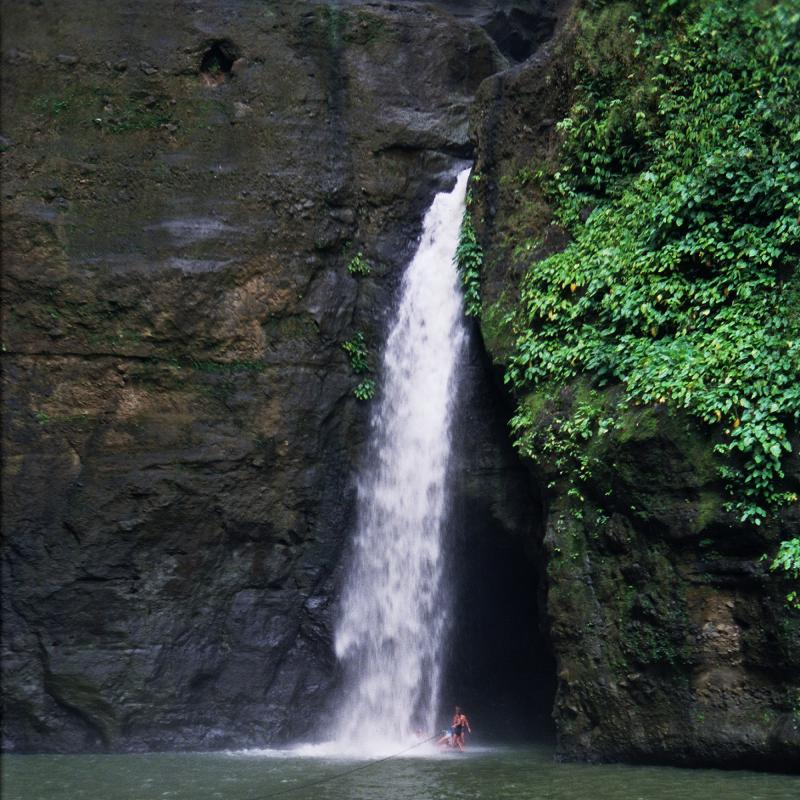
Vườn quốc gia Pagsanjan Gorge

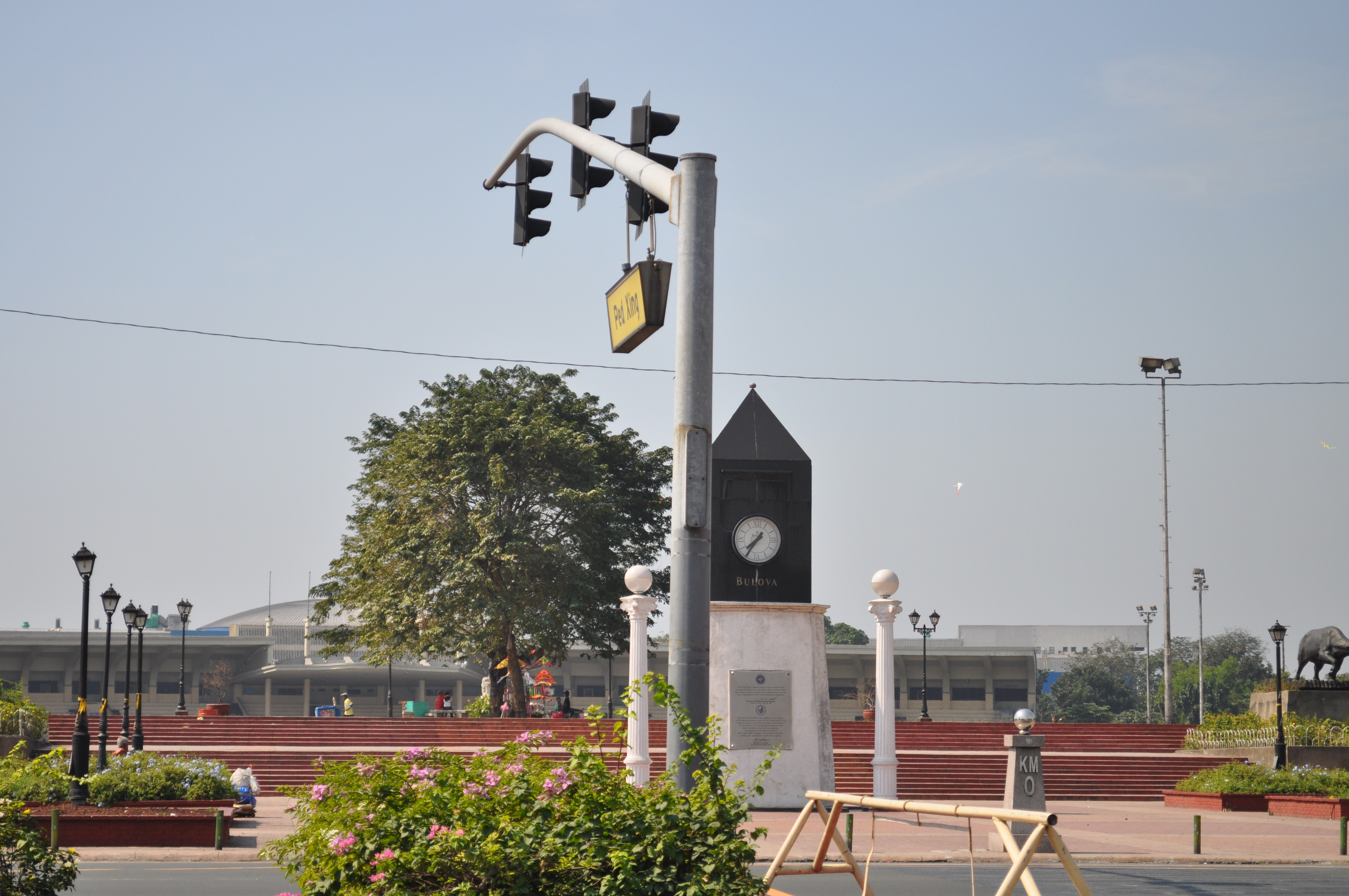
Vườn quốc gia Luneta

| Tên                                                       | Vị trí                   | Diện tích                 | Thành lập | Tọa độ                                          |
| --------------------------------------------------------- | ------------------------ | ------------------------- | --------- | ----------------------------------------------- |
| Vườn quốc gia Aurora Memorial                             | Aurora-Nueva Ecija       | 5.676 ha 14.026 mẫu Anh   | 1937      | 15°35′03″B 121°24′00″Đ / 15,58423°B 121,3999°Đ  |
| Vườn quốc gia Balbalasang-Balbalan                        | Kalinga                  | 1.338 ha 3.306 mẫu Anh    | 1972      | 17°27′00″B 121°09′00″Đ / 17,45°B 121,15°Đ       |
| Vườn quốc gia Bangan Hill                                 | Nueva Vizcaya            | 13,90 ha 34 mẫu Anh       | 1995      | 16°29′00″B 121°09′00″Đ / 16,48333°B 121,15°Đ    |
| Vườn quốc gia Bataan                                      | Bataan                   | 23.688 ha 58.534 mẫu Anh  | 1945      | 14°36′22″B 120°30′31″Đ / 14,60602°B 120,50848°Đ |
| Vườn quốc gia Biak-na-Bato                                | Bulacan                  | 2.117 ha 5.231 mẫu Anh    | 1937      | 15°07′08″B 121°05′06″Đ / 15,11875°B 121,0851°Đ  |
| Vườn quốc gia Bulabog Putian                              | Iloilo                   | 854,33 ha 2.111 mẫu Anh   | 1961      | 11°02′01″B 122°40′02″Đ / 11,0337°B 122,6673°Đ   |
| Vườn quốc gia Caramoan                                    | Camarines Sur            | 347 ha 857 mẫu Anh        | 1938      | 13°46′49″B 123°52′49″Đ / 13,78036°B 123,8802°Đ  |
| Vườn quốc gia Cassamata Hill                              | Abra                     | 57 ha 141 mẫu Anh         | 1974      | 17°35′28″B 120°37′17″Đ / 17,59122°B 120,62143°Đ |
| Vườn quốc gia Fuyot Springs                               | Isabela                  | 819 ha 2.024 mẫu Anh      | 1938      | 17°12′40″B 122°00′56″Đ / 17,21116°B 122,01555°Đ |
| Vườn quốc gia Guadalupe Mabugnao Mainit Hot Spring        | Cebu                     | 57,50 ha 142 mẫu Anh      | 1972      | 10°08′01″B 123°36′00″Đ / 10,13357°B 123,60009°Đ |
| Vườn quốc gia quần đảo Hundred                            | Pangasinan               | 1.676,30 ha 4.142 mẫu Anh | 1940      | 16°12′02″B 120°02′15″Đ / 16,2005°B 120,03763°Đ  |
| Vườn quốc gia Kuapnit Balinsasayao                        | Leyte                    | 364 ha 899 mẫu Anh        | 1937      | 10°38′45″B 124°55′13″Đ / 10,64581°B 124,92034°Đ |
| Vườn quốc gia hồ Butig                                    | Lanao del Sur            | 68 ha 168 mẫu Anh         | 1965      | 7°44′07″B 124°17′19″Đ / 7,73523°B 124,28869°Đ   |
| Vườn quốc gia hồ Dapao                                    | Lanao del Sur            | 1.500 ha 3.707 mẫu Anh    | 1965      | 7°47′16″B 124°02′51″Đ / 7,78782°B 124,04743°Đ   |
| Vườn quốc gia các hang Libmanan                           | Camarines Sur            | 19,40 ha 48 mẫu Anh       | 1934      | 13°39′00″B 122°48′00″Đ / 13,65°B 122,8°Đ        |
| Vườn quốc gia Luneta                                      | Metro Manila             | 16,24 ha 40 mẫu Anh       | 1955      | 14°35′00″B 120°58′42″Đ / 14,58325°B 120,97831°Đ |
| Vườn quốc gia MacArthur Landing                           | Leyte                    | 6,78 ha 17 mẫu Anh        | 1977      | 11°10′19″B 125°00′45″Đ / 11,17207°B 125,01244°Đ |
| Vườn quốc gia Mado Hot Spring                             | Cotabato                 | 48 ha 119 mẫu Anh         | 1939      | 7°13′00″B 124°15′00″Đ / 7,21667°B 124,25°Đ      |
| Vườn quốc gia Minalungao                                  | Nueva Ecija              | 2.018 ha 4.987 mẫu Anh    | 1967      | 15°18′27″B 121°08′33″Đ / 15,30738°B 121,1424°Đ  |
| Vườn quốc gia núi Arayat                                  | Pampanga                 | 3.715,23 ha 9.181 mẫu Anh | 1933      | 15°12′13″B 120°43′45″Đ / 15,20373°B 120,72925°Đ |
| Vườn quốc gia núi Dajo                                    | Sulu                     | 213,35 ha 527 mẫu Anh     | 1938      | 6°00′47″B 121°03′13″Đ / 6,01293°B 121,05358°Đ   |
| Vườn quốc gia núi Data Vườn quốc gia Baguio-Bontoc Scenic | Cordillera               | 5.512 ha 13.620 mẫu Anh   | 1936      | 16°52′41″B 120°50′18″Đ / 16,87804°B 120,83841°Đ |
| Vườn quốc gia núi Iglit-Baco                              | Mindoro Occidental       | 75.455 ha 186.453 mẫu Anh | 1969      | 12°44′36″B 121°07′31″Đ / 12,7434°B 121,12521°Đ  |
| Vườn quốc gia núi Pulag                                   | Cordillera-Nueva Vizcaya | 11.550 ha 28.541 mẫu Anh  | 1987      | 16°35′01″B 120°53′01″Đ / 16,58357°B 120,88359°Đ |
| Vườn quốc gia hồ Naujan                                   | Mindoro Oriental         | 21.655 ha 53.511 mẫu Anh  | 1956      | 13°10′22″B 121°20′34″Đ / 13,1727°B 121,34273°Đ  |
| Vườn quốc gia Northern Luzon Heroes Hill                  | Ilocos Sur               | 1.316 ha 3.252 mẫu Anh    | 1963      | 17°29′10″B 120°27′11″Đ / 17,48614°B 120,45305°Đ |
| Vườn quốc gia Olongapo Naval Base Perimeter               | Zambales                 | 9,04 ha 22 mẫu Anh        | 1968      | 14°49′37″B 120°17′10″Đ / 14,82685°B 120,28599°Đ |
| Vườn quốc gia Pagsanjan Gorge                             | Laguna                   | 152,64 ha 377 mẫu Anh     | 1939      | 14°16′00″B 121°29′00″Đ / 14,26667°B 121,48333°Đ |
| Vườn quốc gia hồ Pantuwaraya                              | Lanao del Sur            | 20 ha 49 mẫu Anh          | 1965      | 8°02′00″B 124°16′00″Đ / 8,03333°B 124,26667°Đ   |
| Vườn quốc gia hồ Paoay                                    | Ilocos Norte             | 340 ha 840 mẫu Anh        | 1969      | 18°07′16″B 120°32′12″Đ / 18,12114°B 120,53654°Đ |
| Vườn quốc gia Quezon Memorial                             | Metro Manila             | 22,70 ha 56 mẫu Anh       | 1975      | 14°39′04″B 121°02′57″Đ / 14,6511°B 121,04928°Đ  |
| Vườn quốc gia Rungkunan                                   | Lanao del Sur            | chưa xác định             | 1965      | 8°03′40″B 124°24′11″Đ / 8,061°B 124,40318°Đ     |
| Vườn quốc gia núi Sacred                                  | Lanao del Sur            | 94 ha 232 mẫu Anh         | 1965      | 8°01′16″B 124°17′47″Đ / 8,0212°B 124,29633°Đ    |
| Vườn quốc gia Salikata                                    | Lanao del Sur            | chưa xác định             | 1965      | 7°52′14″B 124°21′32″Đ / 7,87046°B 124,35879°Đ   |